# 세실리아 베르데르
세실리아 베르데르(프랑스어: Cécilia Berder, 1989년 12월 13일~)는 프랑스의 펜싱 선수로 주 종목은 사브르이다. 2020년 하계 올림픽 여자 사브르 단체전 은메달을 획득했으며 세계 선수권 대회에서 금메달 1개, 은메달 4개, 동메달 3개를 획득했다.